# Carl Mollweide
Carl Brandan Mollweide (ur. 3 lutego 1774 w Wolfenbüttel, zm. 10 marca 1825 w Lipsku) – niemiecki matematyk i kartograf.
W 1805 r. opracował odwzorowanie wiernopowierzchniowe, w którym Ziemia przedstawiona jest w postaci elipsy. Dziś nazywane jest odwzorowaniem Mollweidego.